# Asif Ali Zardari
Asif Ali Zardari (urdu: آصف علی زرداری) (født 26. juli 1955) er en pakistansk politiker, der siden 10. marts 2024 har været Pakistans præsident. Han er formand for Pakistan People's Party Parliamentarians og har tidligere været medformand for Pakistan Peoples Party.
Han var også tidligere Pakistans præsident fra 2008 til 2013, den første pakistanske præsident født efter Pakistans uafhængighed. Han var medlem af Pakistans nationalforsamling fra 2018 til 2023 og i 2024. 
Asif Ali Zardari delte sammen med sin søn Bilawal Bhutto Zardari formandsposten i det islamiske socialist og centrum-venstre parti Pakistan Peoples Party (PPP). Han er enkemand efter partiets tidligere leder Benazir Bhutto, der blev dræbt efter et attentat under hendes valgkamp i december 2007. Hun havde i to perioder fungeret som Premierminister i Pakistan.
Ud over sin politiske karriere er Asif Ali Zardari tillige forretningsmand. Som politiker har han haft et kontroversielt omdømme og blandt andet været dømt for korruption. Han stillede op til præsidentvalget i 2008 efter Pervez Musharrafs afgang. Ved valget 6. september, der foregik i Pakistans parlament, opnåede han et komfortabelt flertal og blev således Pakistans præsident. Tiltrædelsesceremoni blev afholdt den 9. september 2008, hvor Zardari afløste den midlertidigt fungerende præsident Muhammad Mian Soomro (Senatets formand), der havde fungeret i embedet siden Musharraf fratrådte den 19. august 2008.